# Други лионски сабор
Други лионски сабор је био четрнаести општи сабор Католичке цркве, сазван 31. марта 1272. и одржан у Лиону у Француској, од 1272. до 1274. Папа Гргур X је председавао сабором, сазваним на молбу византијског цара Михаила VIII да уједини православну цркву са западном црквом. Сабору је присуствовало око 300 бискупа, 60 игумана и више од хиљаду црквених великодостојника или њихових прокуратора, међу којима су били представници универзитета. Због великог броја присутних, они који су дошли да Лион без посебног позива је дата "дозвола да оду уз благослов Бога" и папе. Међу осталима који су присуствовали савет били Ђауме I од Арагона, изасланик цара Михаила VIII Палеолога са припадницима грчког свештенства и изасланик илканатског владара Абака-кана. Тома Аквински је позван на сабор, али је преминуо на путовању у Фросинонеу. Бонавентура је био присутан на прва четири заседања, али је умро у Лиону 15. јула.
Иако је привремено спасла Византију од претњи Карла I Анжујског, Лионска унија је међу Византијцима дочекана са отвореним непријатељством. Одбацио ју је Михаилов наследник Андроник II Палеолог одмах по ступању на престо 1282. године.
Ромејски Цар Михаило VIII Палеолог, попустио је под притиском Католичке цркве и сложио се да се сазове Сабор сједињења Грка и Латина. Сабор је сазвао 4. маја 1274. године римски папа Григорија Х (1271—1276). у Лиону. Православни грчки посланици, први пут на једном Сабору на Западу, прихватили су догматски декрет „Filioque”, који је потврдио да Свети Дух исходи од Оца и од Сина, као из једног начела, а не као из два различита начела. У сто време, донета је званична одлука којом се осуђује (анатемише) свако оспоравање учења о исхођењу Светог духа од Оца и Сина, чиме је био учињен даљи корак ка продубљивању раздора.
Иако је Михаило Палеолог (+1282) ратификовао Лионски Сабор, а Патријарх Јован XI (1275—1282) прихватио помирење, Васељенска патријаршија није прихватила унију са римокатоличким латинским јеретицима. Штавише, Цар није примио обећану помоћ од Лионског Сабора. Напротив, Царева унионистичка религиозна политика подгрејала је антилатински покрет који је повео његов наследник Андроник II (1282—1328).
Да би спровео Лионску Унију у Цариграду, Цар Михајло је чак променио и самог Патријарха Јосифа да би омогућио избор присталице Уније Јована XI Века. Од тада су борци за Православље у Царству постали познати као Јосифити.
Последица Лионске Уније је била очекивана и неизбежна! Византијско друштво и Црква су се жестоко поделили и Цар Михајло је своју политику спроводио силом чак и унатар сопствене фамилије! Са друге стране, полунезависни Деспоти Епира и Тесалије су иступили као бранитељи Православних и, иронично, подршку и помоћ су нашли управо код сицилијанског Краља Карла Анжујског.
Међутим, царев син млади Андроник је током ових драматичних догађаја био у сталној сенци свог великог оца. Зарад дипломатских разлога Андроник је ожењен Аном, ћерком угарског Краља Стефана 1274. године, која му је родила два сина, будућег Михајла IX (рођ. 1277. године) и Константина, али је умрла 1281. године.
Брачни савез са Угарском био је необично важан у византијској балканској политици пошто се крајем 13. века Немањићка Србија показала као озбиљан такмац за превласт над вардарском Македонијом. Српски краљ Стефан Урош II Милутин је 1282. почетак своје владе обележио заузимањем Скопља и Михајло је умро 11. децембра исте године у току припрема за поход против Срба.
Андроник је за очеву смрт сазнао у Селимбрији на Мраморном мору, након чега се упутио у Цариград где је странка Православних сматрала покојног Михајла за јеретика и тиранина. Андроник је врло брзо одбацио унијатску политику а унијатски Патријарх Јован Век је смењен 26. децембра са Патријаршијског Трона па је стари и практично непокретни Јосиф враћен.
Патријарх Јосиф је сада наредио унијатском клиру ускраћивање Светих Тајни у наредна три месеца, али су екстремнији Епископи и Монаси сада преузели на себе извршење правде. Синод одржан у Цариграду у јануару 1283. одлучио је да јавно спали сва документа која су сведочила о Лионској Унији, а Цару Михајлу VIII ускраћена је хришћанска сахрана, било какво Опело па чак и Помен.
И поред одбацивања Уније, Цар ипак није задовољио све стране унутар Цркве јер се сматрало да Андроник није био легитимни владар као син јеретика
Зилоти су успели да организују суђење Јовану Веку и његовим најближим сарадницима у чувеној Богородичиној Цркви у цариградској четврти Влахерни 1285. године. Нови Патријарх Григорије II је затим издао Томос са осудом јереси Јована Века, али је тиме изазвао протесте Теолепта Филаделфијски који је сада поставио питање патријархове правоверности у доктринарим питањима православне теологије.
Патријарх је смењен по овој основи после новог синода у јуну 1289. године и након четири месеца црквеног удовиштва изабран је строги аскета Атанасије I. Избор Монаха Атанасије није умирио духове и убрзо је пружио нове поводе за даље полемике и сукобе.
Андроник је био побожан Владар добро упознат са теолошким проблемима и попустљив према Цркви па се и поред даљих сукоба његова влада може назвати повратак Православља.